# Kriva Reka (gmina Gornji Milanovac)
Kriva Reka (cyr. Крива Река) – wieś w Serbii, w okręgu morawickim, w gminie Gornji Milanovac. W 2011 roku liczyła 71 mieszkańców.